# HIFI (canal TV)
HIFI este un canal de televiziune canadian de limbă engleză, de înaltă definiție ce face parte din Categoria B de canal deținut de Blue Ant Media. Deși comercializat ca un canal care se concentrează pe muzică, artă și film; canalul difuzează în principal o varietate de programe de divertisment general, cum ar fi filme, comedii, drame, realitate TV și documentar de interes uman, serial de televiziune care se concentrează pe călătorie, aventură, și mai multe.

## Istoria
În august 2005, John S. Panikkar (co-fondator al proprietarului inițial al canalului High Fidelity HDTV), a primit o licență de către Comisia Canadiană de Radiodifuziune și Telecomunicații (CRTC) pentru lansarea ArtefactHD, descrisă ca fiind " Limbă de programare de specialitate de categoria 2 de înaltă definiție (HD) ... dedicată colecționarilor și colecțiilor acestora, ar arăta creații, va celebra frumusețea, complexitatea, estetica și meritele unui obiect de dragul său propriu. Muzee și galerii deschise publicului și în spatele scenei, sărbătoresc arhitectura și designul unic și evidențiază dedicarea și cunoștințele colecționarului angajat ".
Canalul a fost lansat pe 12 martie 2006 sub numele de Treasure HD. O mare parte din programele sale au fost achiziționate și au fost denumite licențiate de la Rainbow Media, proprietari originali ai Voom HD Networks, care au deținut actuala Treasure HD din Statele Unite. Ca și omologul său american, canalul a difuzat inițial programarea reală, în principal cu privire la colecții, artefacte și alte programe de artă. Programarea a inclus programe precum Secretele Expoziției, Arta în Progres, Treasure Divers și Romance in Stone. Când canalul american, Treasure HD, a încetat să difuzeze în 2009, canalul canadian și-a extins programele pentru a include muzică (concentrându-se în principal pe genurile clasice de rock, jazz, muzică clasică) și pe filme.
Canalul a fost rebranduit ca HIFI, în august 2011. Canalul rebranduit va pune accentul pe muzică și artă, inclusiv filme, exemplificate de sloganul său, muzică + artă, abandonate mai târziu în 2016, când canalul a început să aerizeze cantități tot mai mari de programe de divertisment general. La 21 decembrie 2011, compania mamă HIFI, High Fidelity HDTV, a anunțat că a încheiat un acord cu care urma să fie achiziționat în totalitate de Blue Ant Media, deținătorii majoritari ai Glassbox Television și de proprietarii minorităților Quarto Communications. Deși inițial au cumpărat 29,9% din companie, restul de 70,1% au fost achiziționate după aprobarea CRTC.

## Link-uri externe
- Site web oficial